# Olhovkai járás

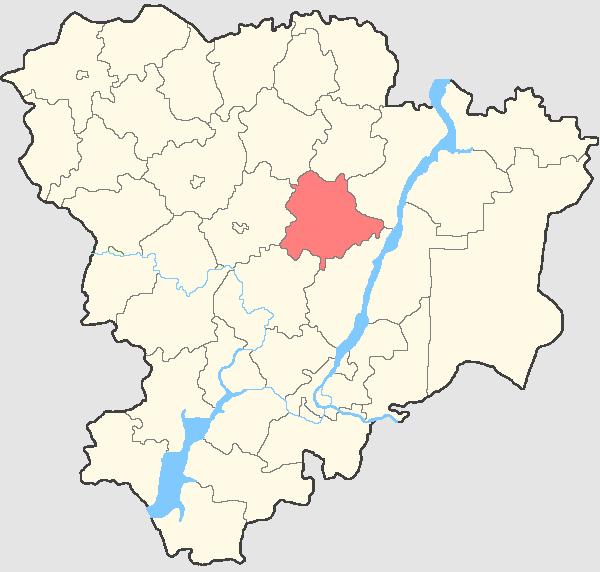
Az Olhovkai járás a Volgográdi területen

Az Olhovkai járás (oroszul Ольховский муниципальный район) Oroszország egyik járása a Volgográdi területen. Székhelye Olhovka.

## Népesség
- 1989-ben 18 356 lakosa volt.
- 2002-ben 19 178 lakosa volt.
- 2010-ben 17 626 lakosa volt, melyből 15 541 orosz, 266 cigány, 206 örmény, 195 ukrán, 167 német, 131 azeri, 110 csecsen, 82 csuvas, 79 dargin, 79 kazah, 79 tatár, 64 mari, 52 lezg, 40 fehérorosz, 29 tadzsik, 27 üzbég, 25 udmurt, 24 mordvin, 21 grúz, 12 kumik, 12 moldáv, 10 koreai stb.